# Hans Büschgen
Hans Egon Büschgen, üblich: Hans E. Büschgen, (* 11. November 1932 in Schwelm; † 19. Januar 2019 in Köln-Rondorf) war ein deutscher Wirtschaftswissenschaftler auf dem Gebiet der Bankbetriebslehre.

## Leben und Wirken
Büschgen schloss an das Abitur in Schwelm im Jahre 1953 eine Banklehre bei der Dresdner Bank an. 1956 nahm er ein betriebswirtschaftliches Studium an der Universität zu Köln auf, das er bereits nach 6 Semestern mit dem Examen als Diplom-Kaufmann abschloss; seine Diplomarbeit trug den Titel „Der Goldhandel in der Bundesrepublik Deutschland“. 1960 wurde er bei Heinrich Rittershausen mit einer Arbeit über die „Aktienanalyse und Aktienbewertung nach der Ertragskraft. Die price-earnings ratio und Schätzung des Reingewinns aus dem Steuerausweis bei deutschen Aktiengesellschaften“ zum Dr. rer. pol. promoviert. Unter dem Titel „Gesetzliche Mindestreserven und Einlagenvirulenz“ veröffentlichte er 1963 einen Beitrag zur Abhängigkeit der Mindestreserve von der Umschlagshäufigkeit der Einlagen. Dem Thema widmete er auch seine – wiederum von Rittershausen betreute – Habilitationsschrift mit dem Titel „Die gesetzliche Mindestreservehaltung der Kreditinstitute. Eine betriebswirtschaftliche Untersuchung über ihre Bedeutung, ihre Funktionen und ihre mögliche Neufassung“ (unveröffentlicht), worin er für Mindestreserven den Begriff „Pflichteinlagen“ vorschlug. Auch die Möglichkeit, die Aktivseite als Bemessungsgrundlage für die Mindestreserve zu wählen, untersuchte er hierin.
Er erhielt einen Ruf an die Universität Gießen, den er ablehnte. Den Ruf an die Universität Hamburg, wo er bereits eine Lehrstuhlvertretung übernommen hatte, lehnte er ebenfalls ab, um die Nachfolge seines akademischen Lehrers Heinrich Rittershausen anzutreten. Büschgen blieb von seiner Berufung 1966 bis zu seiner Emeritierung Ende März 1998 an der Universität Köln und darüber hinaus, da er seinen Lehrstuhl noch bis September 1999 selbst vertrat. Sein akademischer Nachfolger wurde Thomas Hartmann-Wendels.
Büschgen lebte in Köln-Rondorf und war verheiratet; aus der Ehe stammten zwei Töchter. Seine Tochter Anja Suanne Büschgen veröffentlichte 1992 ein Buch unter dem Titel „Allfinanz als Marktbearbeitungskonzept privater Geschäftsbanken“. Die andere Tochter Sandra Corinna Rades ist als Anlage- und Vermögensberaterin tätig. Er wurde mit dem Bundesverdienstkreuz am Bande des Verdienstordens der Bundesrepublik Deutschland ausgezeichnet. Er starb 2019 im Alter von 86 Jahren und wurde auf dem Friedhof in Köln-Rondorf beigesetzt.

## Wirken
Büschgen lag vor allem die Verknüpfung von Theorie und Praxis am Herzen. Das verfestigte er durch seine Bankseminare am – von ihm seit 1966 geleiteten – Kölner Universitätsinstitut Institut für Bankwirtschaft und Bankrecht, die sich an Praktiker wandten. Schwerpunkte seiner Arbeit waren die seit den 1970er Jahren zunehmende Markt- und Wettbewerbsorientierung der Banken, die Internationalisierung der Bankwirtschaft sowie die zunehmende Bedeutung eines aktiven Risikomanagements.
Büschgens erstes Buch „Aktienanalyse und Aktienbewertung nach der Ertragskraft“ (1962) war ein Abdruck seiner Dissertation. Das Buch „Wertpapieranalyse“ (1966) behandelte ausführlich die Cashflow-Analyse (S. 116–133). Er befasste sich bereits 1967 mit dem Leasing, 1968 erschien hierüber das Buch „Leasing in der Unternehmensfinanzierung“. Bereits 1966 wandte er sich Spezialthemen wie „Aspekte des § 6b des Einkommensteuergesetzes für die Industrieunternehmung“ zu oder „Berücksichtigung des Konjunkturabschwunges in der betrieblichen Finanzpolitik“ (1967). 1968 erschien die Festschrift für seinen Vorgänger Heinrich Rittershausen unter dem Titel „Geld, Kapital und Kredit“, 1969 kam sein Buch „Der deutsche Geldmarkt“ auf den Buchmarkt. Bedeutsam sind seine wissenschaftlichen Gesamtdarstellungen der „Bankbetriebslehre“ (1972). Es folgten insbesondere Bücher über die „Grundlagen betrieblicher Finanzwirtschaft“ (1979), „Die Großbanken“ (1983), „Handwörterbuch der Finanzwirtschaft“ (1988), das „Börsen-Lexikon“ (1989), „Bankmarketing“ (1995), „Internationales Finanzmanagement“ (1997); nach seiner Emeritierung erschien 1999 „Grundlagen des Bankmanagements“. 